# Jonas Anshelm
Jonas Anshelm, född 1960, är professor vid institutionen Tema Teknik och social förändring, Linköpings universitet.
Anshelm disputerade 1990 på en avhandling om teknikkritiken i P.C. Jersilds författarskap. Med teknikkritiken i fokus lyfte han fram samband mellan Jersilds verk i tre faser:
- Under det tidiga 1960-talet kännetecknades verken av en överdriven tilltro till ensidigt rationella synsätt.
- Under 1970-talet präglades böckerna mer av ett politiskt ifrågasättande av den tekniska utvecklingen.
- Under 1980-talet har Jersild sökt sig bakåt i historien och nått en något mer hoppfull syn på människan och samhället.

Anselm har i sin forskning kartlagt och beskrivit debatter, attityder och förväntningar till olika delar av teknikutvecklingen, till exempel kärnkraft och kärnavfall, trafik och trafikdöd, energiproduktion och klimatpåverkan med mera.
Anshelms publicering har (2024) enligt Scopus drygt 600 citeringar och ett h-index på 15.